# عرض الجبل (بعدان)

تعديل مصدري - تعديل

عرض الجبل محلة تابعة لقرية طبيع، التابعة لعزلة سير بمديرية بعدان إحدى مديريات محافظة إب في الجمهورية اليمنية، بلغ تعداد سكانها 268 حسب تعداد اليمن لعام 2004.